# Cuemba
Cuemba (gelegentlich auch Coemba) ist eine Kleinstadt in Angola, im Südwesten Afrikas. Bekannt sind die hiesigen Wasserfälle.
Nachdem die Riesen-Rappenantilope (port.: Palanca Negra Gigante) lange als vertrieben galt, konnte 2013 im Kreis wieder ein hier lebendes Paar gesichtet werden. Der Erfolg wird auch der Aufklärung der Bevölkerung und den verstärkten Bemühungen der Behörden zum Schutz dieser angolanischen Tiere zugeschrieben.

## Geschichte
Unter Portugiesischer Kolonialverwaltung hieß der Ort Neves Ferreira, nach dem portugiesischen Militär und Kolonialverwalter João António Brissac das Neves Ferreira (1846–1902). Nach der Unabhängigkeit Angolas 1975 erhielt die Stadt ihren heutigen Namen.

## Verwaltung
Cuemba ist Sitz eines gleichnamigen Landkreises (Município) in der Provinz Bié. Der Kreis hat 70.956 Einwohner (Schätzung 2014) auf einer Fläche von 11.601 km².
Vier Gemeinden (Comunas) bilden den Kreis Cuemba:
- Cuemba
- Luando
- Munhango
- Sachinemuna

## Bildung
Im Kreis Cuemba bestehen 55 Schulen, an denen 811 Lehrer 21.137 Schüler von der ersten bis zur zwölften Klasse unterrichten. Es existiert nur eine weiterführende Schule im Kreis (Stand: 2013). Es bestehen Forderungen nach Einrichtung einer pädagogischen Schule, um die Bildung und den Ausbildungsstand der Lehrer im Kreis zu verbessern. Die Einrichtung der Schule wird von offizieller Seite inzwischen befürwortet, entsprechende Planungen sind angekündigt.
Die Kreisverwaltung unterhält ein Programm zur Schulspeisung. Es bezieht die ausgegebenen Lebensmittel überwiegend von lokalen Produzenten. Das Programm konnte bisher jedoch erst 2810 Schüler an 7 Schulen einbeziehen (Stand: Juli 2013).

## Verkehr

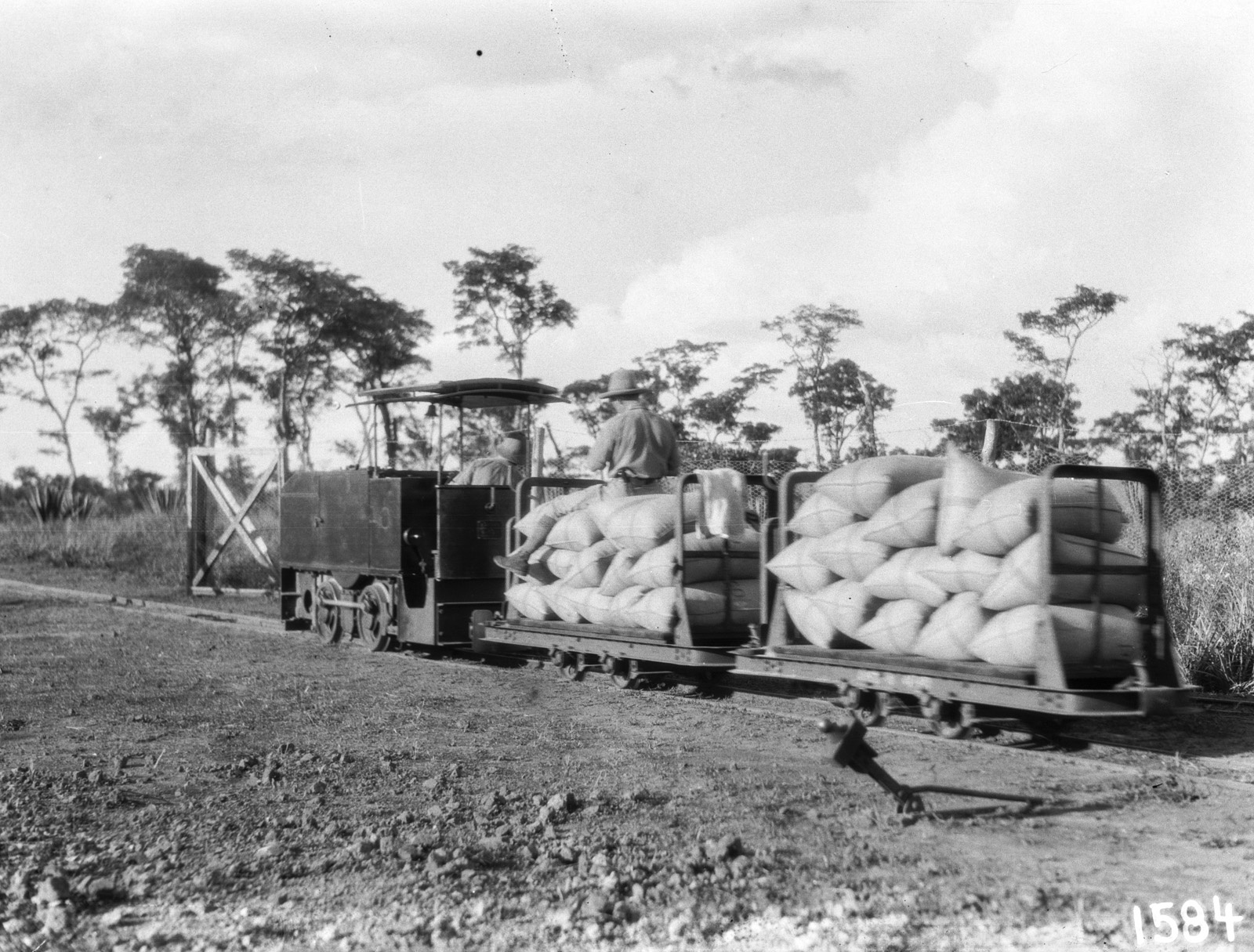
Feldbahn der R. Dolberg AG in Neves Ferreira (heute: Cuemba), Afrika-Expedition 1931–1932

Cuemba ist ein Halt der Benguelabahn. Der Bahnhof von Cuemba wurde im Zuge des seit 2008 laufenden Renovierungsprogramms erneuert.
Nachdem ein chinesisches Baukonsortium die Eisenbahnanlagen in der Region bis 2012/2013 erneuert hat, baut es seither auch die Straßenverbindungen von Cuemba u. a. nach Camacupa neu. Bisher waren sie in sehr schlechtem Zustand und noch nicht asphaltiert.
Cuemba verfügt über einen kleinen Flughafen, den Aeroporto Coemba, der für Inlandsflüge genutzt wird.